# Audax Renovables
Audax Renovables (inicialment anomenada Fersa Energias Renovables SA) és una empresa d'energies renovables. Té la seu a Badalona.
L'empresa està especialitzada en el desenvolupament de parcs eòlics. A través de les seves filials també es dedica a la producció d'energia solar i de biomassa.
Audax Renovables ha planejat i desenvolupats parcs eòlics a països com Espanya, Índia, Xina, Panamà, França, Itàlia, Montenegro, Hongria, Polònia, Estònia i Rússia. A l'Índia, la companyia és propietària del parc eòlic de Gadaj i desenvolupa parcs eòlics Hanumanhatti, Chaveneshwar i Ramdurga. I a Panamà, la companyia desenvolupa parcs eòlics a Toabré i Antón (Cocle).

## Història
Audax Renovables és el resultat de la fusió de dues empreses Audax Renovables (anomenada Fersa fins al 2017), que opera en la generació d'energies renovables des del 2000, any de la seva fundació, i Audax Energia, una empresa activa en la comercialització de llum i gas. L'operació, tècnicament una fusió per incorporació, va suposar l'absorció de la segona (Audax Energía) per la primera (Audax Renovables). La presidència seria per Francisco José Elías Navarro.
Originalment anomenada Fersa, es constituí l'any 2000 amb un capital inicial d'1,8 milions d'euros. Començant a operar en diversos parcs eòlics i creixent de manera contínua sota la direcció del seu fundador José María Roger. L'any 2007 rebé una ampliació de capital de 151 milions d'euros i començà a cotitzar al mercat continu. Convertint-se així en la primera empresa energètica cotitzada que donava feina únicament en projectes de fonts renovables. Poc després rebé una altra ampliació de capital no dinerària on sumà parcs productors de 562.7MW per valor de 278 milions d'euros.
Arran de la crisi financera de 2008 va passar per moment difícils, principalment pel costós finançament del seu deute. La seva cotització va caure fins a mínims. No obstant això, la majoria dels accionistes van rebutjar el 2012 l'OPA d'Greentech Energy Systems a un preu de 0.40 € per acció. I 
quatre anys després, l'empresa Audax llançà un OPA a un preu de 0.50 € ajudada per diverses entitats financeres. El procés acabà formalment amb l'absorció d'Audax per part de Fersa i el canvi del seu nom a Audax Renovables a 2017.
El Grup Audax Renovables, a més del mercat espanyol, és present als mercats energètics de 6 països europeus, i l'expansió internacional ha seguit la següent trajectòria:
- 2013, fundació d'Audax Portugal[8]
- 2014, creació d'Audax Energia
- 2015, establiment d'Audax Energie GmbH,[9] a Alemanya
- 2016, entrada al mercat polonès amb l'adquisició de la companyia Deltis Energia[10]
- 2017, entrada al mercat holandès amb l'adquisició de l'empresa MAIN Energie[11]
- 2018, Audax Renovables adquireix al mercat espanyol, la companyia energètica andalusa UniEléctrica[12]
- El 2020, l'adquisició del 100% del capital social d'E.ON Energiakereskedelmi Kft permeté l'entrada al mercat hongarès[13]

El setembre de 2020, Audax Renovables va llançar la seva primera emissió de bons verds per un import de 20 milions d'euros. L'operació formava part del programa de bons de renda fixa MARF, el Mercat Alternatiu de Renta Fija ("Programa de Bons del MARF"), per un import nominal màxim de 400 milions d'euros que Audax va establir el mes de juliol. Aquest primer número de bons "verds", amb venciment de dos anys, tenia com a objectiu construir vuit plantes per generar energia fotovoltaica.
El 16 de març de 2021 s'anunciaria que la junta barcelonista de Joan Laporta hauria tancat un acord amb l'empresa catalana Audax per l'aval de 124,6 milions d'euros que marcarien els estatuts perquè Laporta pogués ser nomenat president del Futbol Club Barcelona. José Elías, president d'Audax, no va poder ser directiu perquè no comptava amb l'antiguitat suficient com a soci del club (cinc anys) i entrà a la junta Eduard Romeu, vicepresident de l'entitat.

## Plantes i producció
Pel que fa a la generació d'energia a partir de fonts renovables (eòlica i fotovoltaica), Audax Renovables té actualment:
- Parc eòlic Beausemblant (12 MW) a França
- Parc eòlic Postolin (34 MW) a Polònia
- Parc eòlic de Toabré (66 MW, primera fase) a Panamà ′ amb parcs eòlics a Espanya (139 MW en total)

La construcció de vuit plantes fotovoltaiques a Espanya estava prevista per a un total de 40 MW. Quatre d'aquests s'ubicarien a prop de Toledo (La Zarzuela I, La Zarzuela II, La Zarzuela III i La Zarzuela IV) amb una potència de 5 MW cadascun; altres quatre a prop de Guadalajara (Las Alberizas I, Las Alberizas II, Las Alberizas III i Las Alberizas IV), també amb una potència de 5 MW cadascuna.
A partir del 2018, Audax Renovables duria a terme diverses operacions de compra i venda d'energies renovables a partir de fotovoltaiques a mitjà-llarg termini mitjançant l'anomenat PPA - Power Purchase Agreement.
El març del 2018 es va signar un PPA entre Audax Renovables i Cox Energy que preveia la cobertura de 660 MW d'energia instal·lada, suficient per distribuir 1.300 GWh d'energia renovable a l'any. Al que seguiren les següents operacions més:
- Febrer de 2018, PPA amb WELink per un total de 708 MW de potència instal·lada per a les plantes de Solara 4 i Ourika (a Portugal); el contracte té una durada de 20 anys.[18]
- Juliol de 2019, PPA amb el Statkraft noruec per al subministrament anual de 525 GWh d'electricitat de fotovoltaica durant un període de 10 anys i 6 mesos.[19]
- Novembre de 2019, acord amb l'Innogy alemany per a la compra de 100 GWh anuals d'electricitat verda generada a partir de fotovoltaics solars. L'energia prové de la planta fotovoltaica de 50 MW a Alarcos, Espanya.[20]